# Kavalleriet
Kavalleriet (K) är ett truppslag inom den svenska armén som verkat i olika former sedan 1536. Åren 2005–2021 var Livregementets husarer det enda återstående självständiga förbandet inom truppslaget. År 2021 återetablerades Norrlands dragonregemente i Arvidsjaur.

## Historia
Den rangordning som hade fastställts i 1634 års regeringsform började halta och skapa luckor efter freden i Fredrikshamn den 17 september 1809, då Finland tillföll Ryssland och de svenska regementen i Finland upplöstes. Därmed fanns det ett behov med att skapa ett nytt system. Under kronprins Karl Johans tid infördes 1816 ett nytt numreringssystem, där de svenska regementena genom en generalorder den 26 mars 1816 tillfördes ett officiellt ordningsnummer, till exempel № 2 Livregementets dragonkår. Till grund för numreringen låg inte bara ett regementes status, utan också de svenska landskapens inbördes ordning, samt att Svealand, Götaland och Norrland skulle varvas. De lägsta ordningsnumren tilldelades "liv- och hus- trupperna". Dessa nummer hade dock ingenting med rangordningen att göra, vilket bland annat framgår av gamla förteckningar där infanteri- och kavalleriförband är blandade just med hänsyn till rang och värdighet.
I samband med 1914 års härordning justerades 1914 samtliga ordningsnummer inom armén. För till exempel Livregementets husarkår innebar det att regementet blev tilldelat beteckningen K 3. Justeringen av beteckningen gjordes för att särskilja regementen och kårer mellan truppslagen. Det med bakgrund till att namn och nummer som till exempel № 3 Livregementets grenadjärkår och № 3 Livregementets husarkår kunde förefalla egendomliga för den som inte kände till att förbanden ifråga tillhörde skilda truppslag.
I samband med försvarsbeslutet 1925 drogs hälften av kavalleriregementena in. Även den fristående kavallerifördelningen upphörde och sedan 1927 hade ledande inom kavalleriet förgäves försökt få tillbaka den eller något som kunde motsvara den. I och med genomförandet av 1925 års försvarsbeslut bröts väsentliga delar av det tidigare rangordningssystemet sönder, något som även fortsatte med 1936 års försvarsbeslut. Detta skedde genom att truppförband med höga stamnummer flyttades in i låga nummer som blivit vakanta efter avvecklade eller sammanslagna regementen och därvid även fick tillgodoräkna rang i enlighet med platsen i nummerserien. Till exempel övertog Norrlands dragonregemente den plats som blev ledig efter avvecklingen av Smålands husarregemente.
År 1934 gjordes ett försök med en kavalleribataljon med resurser från K 1, K 3, A 2 och I 9 detta under befäl av den dåvarande överstelöjtnanten i generalstaben, K 1:s senare sekundchef, Henry Peyron. De teorier om kavalleriets effektivitet och rörelseförmåga i denna form bekräftades och vid de stora arméfälttjänstövningarna i Skåne påföljande år under befäl av kavalleriinspektören Göran Gyllenstierna. Denna gången deltog två ryttarskvadroner, en kulspruteskvadron och en pansarbilskvadron ur K 2, en kavalleribataljon ur K 3 och ett motoriserat batteri ur A 6. Under åren 1935-1936 genomfördes också liknande övningar med försöksförband med liknande resultat. Man drog också erfarenheten att pansarbilarna borde organiseras i skvadroner. Man drog  därför slutsatsen att man borde upprätta någon typ av lätt brigad och ett antal mindre kavalleribataljoner. I samband med försvarsbeslutet 1936 beslutades att man skulle dra in de fältregementena inom kavalleriet som uppstått 1925 till förmån för en kavalleribrigad för hela landet och en kavalleribataljon per fördelning.
Tanken var att den nya krigsorganisationen skulle börja gälla 1940 men för att få igång kavalleribrigaden så fort som möjligt upprättades 1937 års övergångsordning med giltighetstid från den 1 januari 1937. Man skulle sedan få ingång verksamheten fullt ut enligt beslutet den 1 januari 1940. På grund av beredskapsinkallelserna sköts den dock upp till den 1 april 1940. Den 7 april 1940 beslutades att man skulle börja mobilisera kavalleribrigaden och de förlades nu åtskilda i närheten av de mobiliserande förbanden ex. så förlades staben och I. kavalleribilbataljonen vid Östermalms idrottsplats i Stockholm, en bit ifrån K 1. Mobiliseringen i Sverige trappades upp de kommande dagarna och då tyskarna landsatte trupper i Norge den 9 april mobiliserades nästan alla tillgängliga resurser och kavalleribrigaden beordrades till Skåne. I början rådde nästintill kaos då chefen, Henry Peyron, inte ens visste var alla delar var och när man kom fram styckades brigaden upp i olika delar för att täppa till luckor i försvaret. Till slut så sattes man dock in som ÖB:s reserv i Ljungby. Redan efter 10 dagar flyttades man dock därifrån, denna gång till Ludvika-trakten i Bergslagen. Den 18 maj omgrupperades man återigen till Hjälmaren där den blev kvar tills den demobiliserades.
Vid 1941 års krigsorganisation moderniserades brigaden under det nya namnet 8. motorbrigaden. Förändringen bestod i att kavallerigruppstaben upphörde och ett luftvärnskompani från Karlsborgs luftvärnsregemente tillfördes brigaden. Motorbrigaden lokaliserades nu till den nya 3. armékåren i Sydsverige. Befälet hade nu också övertagits av Carl-Axel Torén. Brigaden var organiserad den 26 februari 1941 och mobiliserades den 2 mars samma år. På det utsedda datumet avmarscherade man mot Ljungby där man skulle ha sin förläggning. Förbandet hemförlovades den 1 juni 1941.
Den 1 oktober 1942 omorganiserades Skånska kavalleriregementet till ett pansarregemente, och antog namnet Skånska pansarregementet (P 2), kvar blev en kavalleriskvadron i Ljungbyhed, vilken överfördes den 1 oktober 1943 som ett detachement till Livregementets husarer (K 3). År 1943 kom fick infanteriet och kavalleriet gemensam truppslagsinspektör. Då det ansågs förenat med vissa fördelar att utnyttja de frilagda kasernetablissementet i Helsingborg, beslöts att Skånska kavalleriregementet skulle återuppsättas inom kavalleriets befintliga kader av personal och hästar. Den 1 april 1946 återuppsattes Skånska kavalleriregementet (K 2) i Helsingborg, nu som ett helt nytt förband. Stommen i det nya förbandet hämtades från den kavalleriskvadron i Ljungbyhed som 1943 tillförts Livregementets husarer (K 3). Kavalleriskvadron i Ljungbyhed avskildes den 30 september 1945 från Livregementets husarer (K 3) och bildade den 1 oktober 1945 embryot till det nya regementet. Den 6 maj 1946 hölls i Ljungbyhed en ceremoni över det nya regementet. Den 1 april 1946 återuppsattes regementsstaben, och den 1 oktober 1947 tillfördes en mobiliseringscentral i Ljungbyhed från Skånska pansarregementet (P 2).
Inför försvarsbeslutet 1948 föreslog försvarskommittén att armén skulle reduceras med två kavalleriregementen, Livregementet till häst och Skånska kavalleriregementet. Dock kom enbart Livregementet till häst att utgå ur fredsorganisationen. Året därpå föreslogs dock, efter en av arméchefen gjord utredning, om att en skvadron ur Livregementet till häst samt regementets musikkår skulle bibehållas. Skvadronen skulle omfatta omkring 70 man och 80 stamhästar. Efter att Livregementet till häst var avvecklat, föreslogs att skvadronen från den 1 oktober 1949 benämnas som Livgardesskvadronen samt ingå i IV. militärområdets trupper.
År 1951 föreslog regeringen för riksdagen om en begränsning av arméns fredsorganisation, vilket innebar att Skånska kavalleriregementet skulle upplösas under budgetåret 1952/1953, för att istället ersättas med en mobiliseringscentral. Regementets cykelkontingent beslutades förläggas till Södra skånska infanteriregementet i Ystad, medan ryttarkontingent skulle förläggas till Livregementets husarer. Den 30 juni 1952 avvecklades och upplöstes Skånska kavalleriregementet. Befälskadern vid Skånska kavalleriregementet överfördes till två detachement underställt chefen för Livregementets husarer, vilket ändrades till Borås respektive Ystad. I Borås kom befälen att placeras vid en cykelkavallerikontingenten ur Livregementets husarer. I Ystad kom befälen att placeras vid en cykelkavallerikontingenten. Den 30 juni 1956 avvecklades de båda skvadronerna.
Inför 1955 års riksdag föreslog regeringen för riksdagen, på förslag från chefen för armén Carl August Ehrensvärd, en viss reducering av arméns organisation. Bland annat föreslogs en reducering av kavalleriets organisation och att antalet stamridhästar till budgetåret 1959/1960 skulle minskas från 1455 till 435 hästar. Livgardesskvadronen föreslogs att bibehålls som ett beridet och särskilt garnisonsförband, det med bakgrund till trupp till högvakten inte gick att hämta från övriga regementen då inneliggande åldersklass bedrev förbandsutbildning, under det värnpliktsfria uppehållet och under första delen av åldersklassens utbildning. Vidare föreslogs det att Livgardesskvadronen och Stockholms stabskompani skulle bilda en administrativ enhet, samt administrativt vara underställd IV. militärbefälsstaben. Enligt arméchefens förslag skulle garnisonsförbandet göras delvis beridet. Det då det ansågs viktigt att vidmakthålla officerarnas samt värnpliktiga befälets ridkunskaper. Livgardesskvadronen skulle årligen utbilda cirka 125 man och antalet stamridhästar skulle reduceras från 177 till 60 hästar. Livregementets husarer föreslogs att från budgetåret 1956/57 reduceras till att omfatta en bataljon. Bataljonen skulle samtidigt administrativt underställas Skaraborgs pansarregemente (P 4). Utbildningen av beridna jägare skulle överföras till Norrlands dragonregemente (K 4), samt att fältpolisutbildningen vid Svea livgarde skulle överföras till Livregementets husarer. Livregementets husarer skulle från denna tidpunkt utbilda 150 jägare på motorcykel och cykel samt 200 fältpoliser. I stort sett avhästades Livregementets husarer genom denna omorganisation. Av förbandets 432 stamridhästar kom endast 15 stamridhästar att bibehållas, dessa behölls av anledningen att officerarna skulle kunna vidmakthålla sin ridskicklighet för krigsplacering vid jägarskvadronerna. Norrlands dragonregemente föreslogs med att reduceras till att omfatta en bataljon. Bataljonen skulle samtidigt administrativt underställas Västerbottens regemente (I 20). Vidare skulle bataljonen tillföras remontutbildningen från och med budgetåret 1957/1958. Vilket bland annat innebar att utbildningen av beridna jägare överfördes från Livregementets husarer (K 3). Bataljonen skulle fram över utbilda 325 beridna jägare och dryga 75 jägare på motorcykel och cykel. Därjämte skulle det vid bataljonen finnas en rid- och körskola för utbildning av instruktörer och hovslagare. Förbandets stamridhästar beräknades reduceras från 400 till 360 hästar. Den 30 juni 1958 upplöstes regementet och den kvarvarande bataljonen, som antog namnet Norrlands dragoner (K 4) och uppgick den 1 juli 1958 i Västerbottens regemente (I 20). Den 1 september 1966 samlokaliserades Norrlands dragoner med Västerbottens regemente (I 20) på Hissjövägen.
Inför försvarsbeslutet 1958 föreslog chefen för armén att Livregementets husarer skulle avvecklas och utbildningen skulle fördelas på andra förband. Bakgrunden var att armén skulle minska sin krigsorganisation. Spaningsutbildningen föreslogs överföras till pansarinfanteriregementena, medan fältpolisutbildningen föreslogs återföras till Svea livgarde. Det kasernetablissement som Livregementets husarer då skulle efterlämna sig föreslogs utnyttjas helt för Signalbataljonen i Skövde (S 2), som samtidigt skulle ombildas till en signalkår. Därigenom kunde området nyttjas för signalutbildning, samt att en flytt av teletekniska installationer då kunde undvikas. År 1959 föreslogs om en ändring av delar av försvarsbeslutet, där Signalbataljonen i Skövde nu istället föreslogs omlokaliseras till Karlsborgs garnison, för att där organiseras som ett signalregemente. Det med bakgrund till att Karlsborgs luftvärnsregemente samtidigt föreslogs för att avvecklas. Omlokaliseringen av fältpolisutbildningen kvarstod dock, då förutsättningarna ansågs bättre i Stockholm jämfört med Skövde. Spaningsutbildningen skulle dock kvarstå i Skövde. Med bakgrund till att utbildningskontingenten nu minskades, föreslogs att Livregementets husarer skulle kvarstå administrativt och förvaltningsmässigt till Skaraborgs pansarregemente. Därmed ansågs samtidigt att matsalen samt viss förrådsverksamhet kunde avvecklas vid kasernetablissementet, då detta produktionsstöd kunde fås från Skaraborgs pansarregemente.
Inför 1960 års riksdag fick chefen för armén i uppdrag att undersöka en avveckling eller omlokalisering av Livgardesskvadronen med Stockholms stabskompani. Bakgrunden var att militärbefälsstaben för IV. militärområdet, som Livgardesskvadronen med Stockholms stabskompani var samlokaliserade med, skulle omlokaliseras till Strängnäs garnison. Arméchefens utredning visade dock att en avveckling, eller omlokalisering, av Livgardesskvadronen med Stockholms stabskompani inte kunde avgöras isolerad, utan att det påverkade övriga fredsförband i Stockholmsområdet. Därmed ansåg arméchefen att Livgardesskvadronen med Stockholms stabskompani skulle kvarstå vid dess kasernetablissement i Stockholms garnison, något som regeringen inte hade några invändningar emot.
Åren 1973–1975 genomfördes inom försvaret den så kallade OLLI-reformen, där A-, B-, och C-förband bildades. A-förbandet var ett förband som tillfördes mobiliseringsansvaret inom ett försvarsområde och blev samtidigt ett så kallat försvarsområdesregemente. B-förband var ett förband som fanns inom samma försvarsområde, men på annan ort och som bildade ett utbildningsförband. C-förbandet var ett förband som låg på samma ort som A-förbandet, där då C-förbandet blev ett utbildningsförband men förvaltningsmässigt anslutet till A-förbandet. I Stockholm kom sammanslogs Livgardesskvadronen med Stockholms försvarsområde (Fo 44), den 1 juli 1975 och bildade Livgardets dragoner med Stockholms försvarsområde. I Skövde kvarstod Livregementets husarer den 1 juli 1974 som ett fristående utbildningsförband (C-förband), med egen chef, men förblev förvaltningsmässigt anslutet till Skaraborgs regemente och försvarsområde (P 4/Fo 35). I Umeå var Norrlands dragoner vid denna tidpunkt en del av Västerbottens regemente och försvarsområde (I 20/Fo 61), men bildade den 1 juli 1973 ett C-förband med bibehållet namn och oförändrade traditioner. Med omorganisationen följde även en omorganisation av kavalleriförbanden, bland annat överfördes ett stabskompani från Marinen till Livgardets dragoner. Vidare kom militärpolisutbildningen 1974 att överföras från Livregementets husarer (K 3) i Skövde till Livgardets dragoner. Den 1 januari 1977 tillfördes regementet ansvaret för Medicinalfackskolan (MedfackS). Den 1 juli 1979 tillfördes regementet förvaltningsansvaret för Frösundadetachementet, från att det tidigare hade tillhört Tygförvaltningsskolan.
Den 1 januari 1975 trädde 1974 års regeringsform i kraft. Med den nya regeringsformen togs prefixet "Kungliga" bort från förbandsnamnet, till exempel så blev Kungliga Livregementets husarer enbart Livregementets husarer. Samtidigt fråntogs Konungen den formella rollen som högste befälhavare för krigsmakten, vilket även kom att gälla rollen som förbandschef över gardesförbanden. Från den 1 januari 1975 blev monarken istället hederschef över gardesförbanden, vilket inom kavalleriet omfattade Livgardesskvadronen samt Livregementets husarer.
Den 5 juni 1973, drygt en månad innan Norrlands dragoner gick in i den nya organisationen, lade regeringen fram sin andra proposition gällande OLLI-reformen. I den föreslog regeringen att förlägga ett nytt fredsförband till Arvidsjaur. I proposition föreslog regeringen att det nya förbandet skulle överta namn och benämning från Norrlands dragoner (K 4). Bakgrunden till att regeringen ville förlägga ett fredsförband till Arvidsjaur var att motverka avfolkning av Norrlands inland. Ett nytt fredsförband var en av flera sysselsättningsskapande åtgärder som lades fram av regeringen under 1960-talet och början av 1970-talet. Att det blev Norrlands dragoner som föreslogs att lokaliseras till Arvidsjaur var dock från början ingen självklarhet. Debatten om ett nytt fredsförband i Norrlands inland hade förtsen längre tid där orter som Arvidsjaur, Storuman, Vilhelmina, Lycksele, Sorsele, Jokkmokk och Överkalix uppvaktade regeringen med att få bli mottagare av det nya fredsförbandet. Dock var både Överbefälhavaren och chefen för armén  starkt kritiska till att förlägga ett nytt förband till en ny ort i Norrland. Istället ansåg de båda att om den militära verksamheten skulle utökas, borde detta ske genom att befintliga utbildningsförband byggdes ut och förbättrades. Vidare ansåg både Överbefälhavaren och chefen för armén att om ett nytt förband skulle inrättas borde detta förläggas öster om Lule älv. Skulle förbandet förläggas väster om älven ansåg överbefälhavaren att Arvidsjaur var den minst olämpliga förläggningsorten. Chefen för armén ansåg att irrationella lösningar får komma i fråga endast när det gäller nödvändiga mobiliserings- och beredskapsåtgärder.
När propositionen lades fram hade regeringen förordat Arvidsjaur som mottagare till det nya förbandet och att Norrlands dragoner skulle flyttas dit från Umeå. Vid sidan om huvudalternativet hade arméchefen på eget initiativ studerat förutsättningarna för att förlägga ett trängförband eller ett ingenjörförband till Arvidsjaur. Vid valet att förlägga ett trängförband till Arvidsjaur hade arméchefen föreslagit Norrlands trängregemente (T 3) vilket då även innebar en avveckling av Livregementets grenadjärer (I 3) i Örebro. Vid valet av ingenjörförband hade arméchefen föreslagit Bodens ingenjörkår (Ing 3) som förband. Både överbefälhavaren och chefen för armén ansåg att det av arméchefen framlagda alternativet att omlokalisera Norrlands trängregemente till Arvidsjaur var det lämpligaste ur organisationssynpunkt och nästa bästa alternativet var en omlokalisering av Bodens ingenjörkår. Försvarets rationaliseringsinstitut förordade dock att Norrlands dragoner skulle omlokaliseras till Arvidsjaur vilket även blev det förslag som regeringen lade fram för riksdagen. Förslaget antogs av riksdagen den 13 december 1973. Den 1 april 1980 flyttade Norrlands dragoner in i sitt nya kasernetablissement Arvidsjaur och antog samtidigt det nya namnet Norrlands dragonregemente. I juni 1980 ryckte de första värnpliktiga in på regementet i Arvidsjaur vilket invigdes av H.M. Konung Carl XVI Gustaf den 20 september samma år. De värnpliktiga kom i huvudsak att utbildas till jägarsoldater, så kallade Norrlandsjägare. Under 1980-talet krigsorganiserades åtta Norrlandsjägarbataljoner.
Inför försvarsbeslutet 1982 föreslog överbefälhavaren att ansvaret för Stockholms försvarsområde (Fo 44) skulle överföras till Svea livgarde (I 1) senast 1985, samt att Livgardets dragoner skulle uppgå som en utbildningsbataljon i Svea livgarde. I förslaget så ansåg han att en mindre del skulle kvarstå i Stockholm, bland annat garnisonsavdelningen, hemvärns- och frivilligavdelningen samt ett serviceförråd. Försvarsutskottet delade överbefälhavarens förslag, då det fanns ett överskott på utbildningsplatser inom kavalleriet, och att man föreslog att sträva efter att utnyttja överkapaciteten vid förband som låg nära varandra och att därigenom kunna avveckla eller omdisponera för andra ändamål anläggningar som då disponerades av kavalleriet. Vidare såg försvarsutskottet det som naturligt att Svea livgarde ansvarade över Stockholms försvarsområde (Fo 44) då ansvaret för produktion av brigader, mobilisering och krigsplanläggning hålls samman under en chef. Gällande Livregementets husarer (K 3) föreslog överbefälhavaren att förbandet senast 1985 skulle omlokaliseras till Karlsborg. Detta med anledning att ÖB även ville avveckla Göta signalregemente (S 2), för att starkt begränsa signalutbildningen där. Regeringen delade Överbefälhavarens förslag, som därmed föreslog för riksdagen att Livregementets husarer (K 3) skulle överta myndighetsansvaret för Fallskärmsjägarskolan, samt ansvaret för viss stabs- och sambandsutbildning i Karlsborg. Det kasernetablissement som friställdes med omlokaliseringen av Livregementets husarer (K 3), skulle istället utnyttjas för att samlokalisera kvarvarande förband på andra platser i Skövde.
Den 27 september 1984 hölls en ceremoni över avvecklingen av Livgardets dragoner, som officiellt upphörde den 30 september 1984. Från den 1 oktober 1984 var försvarsområdesstaben samt Livgardets dragoner administrativt underställda Svea livgarde. Livgardets dragoner utgjorde en kavalleribataljon inom Svea livgarde. Förläggningen på Lidingövägen kvarstod, men beteckningen K 1 byttes till LGD, en beteckning som emellertid skulle komma att ersättas av den gamla beteckningen (K 1) redan hösten 1987 efter beslut av dåvarande arméchefen Erik Bengtsson. Från den 1 oktober 1984 utgjordes bataljonen av Livskvadron och 2. skvadron. Livskvadronen stod för garnisonstjänst genom den beridna vaktparaden och 2. skvadronen utbildade militärpoliskompanier. Stockholms stabskompani bildade 3. stabsskvadronen, samt att en beredskapsskvadron bildades, 4. skvadronen.
Genom försvarsutredning 1988 då det beslutades att truppslagsinspektörerna med truppslagsavdelningar vid Arméstaben skulle bilda truppslagscentrum tillsammans med arméns strids- och skjutskolor samt övriga truppslagsskolor. Vid kavalleriet och infanteriet som hade gemensam truppslagsinspektör, bildades Arméns infanteri- och kavallericentrum. År 1995 sammanslogs Arméns infanteri- och kavallericentrum med Arméns pansarcentrum och bildade Arméns brigadcentrum, vilket även resulterade i att infanteriet, kavalleriet och pansartrupperna fick en gemensam truppslagsinspektör.
Genom försvarsbeslutet 1992 avskildes kavalleribataljonen från Svea livgarde den 30 juni 1994, för att den 1 juli 1994 bilda, Livgardets dragoner, ett kaderorganiserat förband inom Mellersta militärområdet (Milo M). Livgardets dragoner kom bland annat att ansvara för utbildning av bland annat militärpolis- och militärpolisjägarförband.
Inför försvarsbeslutet 1996 föreslog Försvarsmakten att omlokalisera Livregementets husarer till Borås. För att där bilda en större armégarnison bestående av Älvsborgs regemente, Älvsborgsbrigaden och Livregementets husarer. Regeringen ansåg emellertid att Livregementets husarer skulle kvarstå i Karlsborg. Dock ansåg man att stabs- och sambandsförband skulle upphöra vid regementet, vilket medförde att Göta signalbataljon avvecklades den 31 december 1997.
Inför försvarsbeslutet 2000 var regeringens utgångspunkt att det endast behövdes två enheter för att tillgodose Försvarsmaktens framtida behov av skilda slag av jägarförband: en enhet för utbildning av Norrlandsjägare och en för utbildning av underrättelse- och säkerhetsförband. När det gällde vilket förband som skulle kvarstå för utbildning av Norrlandsjägare föll valet på Norrlands dragonregemente, där valet stått mellan Norrlands dragonregemente (K 4) och Lapplands jägarregemente (I 22). I valet av vilket förband som skulle kvarstå för utbildning av underrättelse- och säkerhetsförband var regeringens kravbild att förbandet skulle ha goda utbildningsförutsättningar och infrastruktur, för bland annat träning i fallskärmshoppning och närhet till transportflyg. I det valet stod det mellan Livgardets dragoner (K 1) och Livregementets husarer (K 3). Gällande Livgardets dragoner ansåg dock regeringen att förbandet saknade förutsättningar för den samordning och koncentrering som ansågs nödvändig för en huvudenhet för jägarutbildning. Därmed föreslog regeringen i sin proposition att Livregementets husarer (K 3) och Norrlands dragonregemente (K 4) skulle kvarstå i grundorganisationen, medan Livgardets dragoner (K 1) och Lapplands jägarregemente (I 22) skulle avvecklas. Livgardets dragoner (K 1) avvecklades och upplöstes 30 juni 2000. Huvuddelen av personalen och uppgifterna överfördes till Dragonbataljonen i det nya förbandet Livgardet (LG), vilket även är traditionstagare till Livgardets dragoner.
Inför försvarsbeslutet 2004 föreslog regeringen att endast ett jägarförband skulle kvarstå i grundorganisationen, av Livregementets husarer (K 3) och Norrlands dragonregemente (K 4). I valet mellan de två regementena så framhöll regeringen att Livregementets husarer ansågs vara en integrerad enhet med utbildning av underrättelseförband inklusive fallskärmsjägare och luftburna enheter. Till detta kom även att den särskilda skyddsgruppen är lokaliserad till Karlsborg. Vidare framhölls den närhet Livregementets husarer har till goda övnings- och skjutfält, närhet till mekaniserade förband och underhållsförband i Skövde samt den militära flygplatsen i Karlsborg. Gällande Norrlands dragonregemente ansåg regeringen att förbandet enbart är en plattform med utbildning av jägarförband, samt med en begränsad verksamhet på inom garnisonsorten. Därmed föreslog regeringen för riksdagen att Livregementets husarer (K 3) skulle kvarstå och Norrlands dragonregemente (K 4) skulle avvecklas. Dock fick aldrig regeringen någon majoritet i riksdagen för sin proposition, då Vänsterpartiet pekade på att Arvidsjaur som ort var extremt försvarsmaktsberoende, då cirka 8% av ortens sysselsatta var anställda inom Försvarsmakten. I propositionen redovisades en hyresbesparing på 22 miljoner kronor, Vänsterpartiet pekade på den skulle få bäras av Fortifikationsverket då man ansåg att anläggningen i Arvidsjaur inte har någon alternativ användning. I december 2004 nåddes en uppgörelse mellan Vänsterpartiet och regeringen där regeringen lovade ersättningsjobb till Arvidsjaur, bland annat i form av att jägarbataljonen, som i den nya organisationen tillhörde Norrbottens regemente i Boden, skulle förläggas till Arvidsjaur. Vidare skulle både civil som militär testverksamhet förläggas till Arvidsjaur. Den 31 december 2004 avvecklades Norrlands dragonregemente (K 4), från och med 1 januari 2005 övergick regementet till en avvecklingsorganisation fram till dess att avvecklingen skulle vara slutförd senast den 30 juni 2006. Utbildningsbataljonen vid regementet kvarstod dock i Försvarsmaktens grundorganisation och inordnades i Norrbottens regemente som Arméns jägarbataljon (AJB) med bibehållen förläggning i Arvidsjaur.
Den 14 maj 2019 överlämnade försvarsberedningen sin slutrapport till regeringen, där man föreslog hur det militära försvaret skulle utvecklas åren 2021–2025. Försvarsberedningen föreslog bland annat att Norrlands dragonregemente (K 4) skulle återupprättas för utbildning av norrlandsjägarbataljoner. Försvarsmakten gjorde en analys av försvarsberedningens slutrapport "Värnkraft", där även Försvarsmakten föreslog att en ny organisationsenhet skulle upprättas i Arvidsjaur. Försvarsmakten föreslog att Norrlands dragonregemente skulle bildas från 2022 av detachementet Arméns jägarbataljon (AJB).
Inför försvarsbeslutet 2020 presenterade regeringen den 12 oktober 2020 en överenskommelse om att från senast 2022 återetablera Norrlands dragonregemente i Arvidsjaurs garnison. I försvarspropositionen motiverade regeringen återinrättandet av regementet med den utökade grundutbildningen som följer av organiseringen av två norrlandsjägarbataljoner. Med en utökad utbildning i Arvidsjaur av norrlandsjägarbataljoner särskilt utformade och utbildade för att verka i subarktisk miljö förstärks även den militära närvaron och förmågan i övre Norrland, liksom möjligheterna att verka på Nordkalotten. Eftersom verksamhet kontinuerligt bedrivits i Arvidsjaur även sedan Norrlands dragonregemente lades ned finns huvuddelen av den infrastruktur som behövs redan på plats. För att återinrätta organisationsenheten Norrlands dragonregemente behöver, utöver befintliga lokaler, ytterligare militär och civil personal tillföras för att inrätta en regementsstab samt stödenheter såsom logistikenhet, försvarshälsa samt skjutfältsavdelning. Senast den 1 mars 2021 skulle Försvarsmakten redovisa myndighetens planering till regeringskansliet (försvarsdepartementet) över återinrättandet av Norrlands dragonregemente (K 4) i Arvidsjaur. Den 26 februari 2021 presenterade Försvarsmakten sitt budgetunderlag för 2022, där Försvarsmakten redovisade sin planering, förberedelser och verksamhet i syfte att kunna återinrätta de av försvarsbeslutet utpekade regementen. Norrlands dragonregemente föreslogs etableras från det fjärde kvartalet 2021, samt ansvara för utbildning av två norrlandsjägarbataljoner. Den 24 september 2021 återetablerades Norrlands dragonregemente genom en ceremoni, där bland annat Carl XVI Gustaf, statsminister Stefan Löfven och överbefälhavaren Micael Bydén närvarade och där Carl XVI Gustaf förklarade regementet återupprättat. Klockan 12.00 överlämnade överbefälhavaren befälet över Norrlands dragonregemente till dess nye chef Teddy Larsson.

## Ingående enheter
Från och med försvarsbeslutet 2020 omfattas truppslaget två regementen, samt Livskavdron ur Livbataljonen, 11. militärpolisbataljon och 13. säkerhetsbataljon vid Livgardet. Sedan 2013 består Hemvärnet av 40 bataljoner, där några bär ett arv från dragon-, husar-, och kavalleriförband, men tillhör formellt inte kavalleriet.
1. Vakant
2. Vakant
3. Livregementets husarer
4. Norrlands dragonregemente

## Tidigare ingående enheter

### 1816
Efter freden i Fredrikshamn den 17 september 1809 kom den kvarvarande svenska armén omfatta sju kavalleriförband, medan ett antal kavalleriförband i hemmahörandes i den östra rikshalvan Finland upplöstes. Den 26 mars 1816 utfärdades en generalorder med att ett nytt nummersystem officiellt infördes i svenska armen.
1. Livgardet till häst
2. Livregementets dragonkår
3. Livregementets husarkår
4. Smålands dragonregemente
5. Skånska husarregementet
6. Skånska karabinjärregementet
7. Cederströmska husarregementet

### 1914
Genom försvarsreformen 1901 kom kavalleriet bestå av åtta regementen. Vidare avvecklades Indelningsverket helt och ersattes med värnplikt. Genom 1914 års härordning skulle kavalleriet bestå av nio kavalleriförband, där Norrbottens kavallerikår skulle utgöra det nya förbandet. Kåren kom dock aldrig att sättas upp, men dess kasernetablissement i Boden färdigställdes.
1. Livgardet till häst
2. Livregementets dragoner
3. Livregementets husarer
4. Smålands husarregemente
5. Skånska husarregementet
6. Skånska dragonregementet
7. Kronprinsens husarregemente
8. Norrlands dragonregemente
9. Norrbottens kavallerikår

### 1928
Genom försvarsbeslutet 1925 kom kavalleriet bestå av fyra regementen, där tre regementen övertog beteckning i en lägre serie från ett regemente som utgått.
1. Livregementet till häst
2. Skånska kavalleriregementet
3. Livregementets husarer
4. Norrlands dragonregemente

### 1949
Genom försvarsbeslutet 1948 kom kavalleriet bestå av tre regementen och en skvadron.
1. Livgardesskvadronen
2. Skånska kavalleriregementet
3. Livregementets husarer
4. Norrlands dragonregemente

### 1977
Genom försvarsbeslutet 1977 kom kavalleriet bestå av tre regementen.
1. Livgardets dragoner
2. Vakant
3. Livregementets husarer
4. Norrlands dragoner

### 2000
Genom försvarsbeslutet 2000 kom kavalleriet bestå av två regementen och en bataljon.
1. Vakant
2. Vakant
3. Livregementets husarer
4. Norrlands dragonregemente

### 2005
Genom försvarsbeslutet 2004 kom kavalleriet bestå av ett regemente och två bataljoner.
1. Vakant
2. Vakant
3. Livregementets husarer

### 2021
Genom försvarsbeslutet 2020 kom kavalleriet bestå av två regementen och en bataljon.
1. Vakant
2. Vakant
3. Livregementets husarer
4. Norrlands dragonregemente

## Inspektörer för kavalleriet
Åren 1912–1943 kavalleriet en egen truppslagsinspektör, åren 1943–1995 hade kavalleriet gemensam inspektör med infanteriet. Vilken åren 1991–1995 även var förbandschef för Arméns infanteri- och kavallericentrum. Åren 1995–1998 hade kavalleriet och infanteriet gemensam inspektör med  pansartrupperna, vilken även var förbandschef för Brigadcentrum. Från 1998 utgick befattningen truppslagsinspektör, för istället samla alla truppslag inom armén under en gemensam arméinspektör.

- 1872–1885: Generalmajor (generallöjtnant 1876) Carl Magnus Björnstjerna
- 1885–1892: Generallöjtnant Bror Cederström
- 1892–1896: Generalmajor Gustaf Anton Bråkenhielm
- 1896–1898: Generalmajor Carl Gustaf (Gösta) Bergenstråhle (tf)
- 1898–1912: H. K. H. Prins Carl
- 1912–1915: Generalmajor Gustaf Adolf Nyblæus
- 1915–1917: Generalmajor Bror Munck
- 1917–1922: Generalmajor Thorsten Rudenschöld
- 1922–1930: Generalmajor Reinhold von Rosen
- 1930–1940: Generalmajor Göran Gyllenstierna
- 1940–1943: Generalmajor Henry Peyron
- 1943–1944: Överste Sven Ryman
- 1944–1946: Överste Viking Tamm
- 1946–1947: Överste Gunnar Berggren
- 1947–1951: Överste Alf Meyerhöffer
- 1951–1958: Överste Gustaf D:son Aschan
- 1958–1964: Överste Per Lindencrona
- 1964–1971: Överste Olof Rudqvist
- 1971–1972: Överste Iwan Hörnquist
- 1972–1978: Överste 1. Sten Ljungqvist
- 1978–1980: Överste 1. Iwan Hörnquist
- 1980–1984: Överste 1. Lennart Tollerz
- 1984–1991: Överste 1. Leif Kesselmark
- 1991–199?: Överste 1. Markku Sieppi
- 1994–1995: Överste Christer Svensson
- 1995–1997: Överste 1. Alf Sandqvist [d]